# Telefonvæsenets historie i Danmark
Telefonvæsenet i Danmark organiseredes oprindeligt i regionale fælleskommunale selskaber. KTAS (Københavns Telefon Aktie-Selskab), stiftet 1881, JTAS (Jydsk Telefon Aktie-Selskab), stiftet 1895, Fyns Kommunale Telefonselskab, stiftet 1884 og flere.
Under disse organisationer hørte en række centraler, der lededes af en centralbestyrer. De ansatte på centralerne – telefonistinderne, som også kaldtes nummerpiger – var oftest af de bedre sociale lag, idet de fx måtte underskrive et tavshedsløfte. Det mente man ikke, andre kunne holde konsekvent. Endvidere skulle de ved ansættelsen være fyldt 20 år, og de skulle være ugifte. En kvinde kunne ikke passe både arbejde og familie.

## Trivia
I mange år havde Privatbanken telefonnummer 1 (angiveligt fordi Privatbankens første bankdirektør C. F. Tietgen også var grundlægger af Kjøbenhavns Telefon Aktieselskab, det senere KTAS og TDC). Nummeret kan spores helt til i dag, hvor telefonnummeret til Nordeas hovedkvarter er 3312 1111.